# Malawi na Mistrzostwach Świata w Lekkoatletyce 2009
Malawi na Mistrzostwach Świata w Lekkoatletyce 2009 – reprezentacja Malawi podczas czempionatu w Berlinie liczyła 2 zawodników. Żaden z nich nie awansował do finału

## Występy reprezentantów Malawi

### Mężczyźni
| Konkurencja    | Zawodnik       | Eliminacje | Eliminacje | Półfinał      | Półfinał      | Finał         | Finał         |
| Konkurencja    | Zawodnik       | Wynik      | Poz.       | Wynik         | Poz.          | Wynik         | Poz.          |
| -------------- | -------------- | ---------- | ---------- | ------------- | ------------- | ------------- | ------------- |
| Bieg na 1500 m | Chauncy Master | 3:50,73    | 47.        | Nie awansował | Nie awansował | Nie awansował | Nie awansował |

### Kobiety
| Konkurencja    | Zawodniczka   | Eliminacje | Eliminacje | Finał          | Finał          |
| Konkurencja    | Zawodniczka   | Wynik      | Poz.       | Wynik          | Poz.           |
| -------------- | ------------- | ---------- | ---------- | -------------- | -------------- |
| Bieg na 5000 m | Marriam Thole | 17:12,21   | 22.        | Nie awansowała | Nie awansowała |